# 30 octobre 1995
Le 30 octobre 1995 est le 303e jour de l'année 1995 du calendrier grégorien. Il s'agit d'un lundi.

## Événements
- Référendum de 1995 au Québec.

## Décès
- Brian Easdale, compositeur britannique.